# Drniš
Drniš [ˈdrniːʃ] (italienisch Dernis) ist eine Stadt in Kroatien. Sie liegt in der Gespanschaft Šibenik-Knin auf der Strecke zwischen den Städten Šibenik und Knin. Das Klima der Region um Drniš ist eine Mischung aus kontinentalem und mediterranem Klima.

## Geschichte

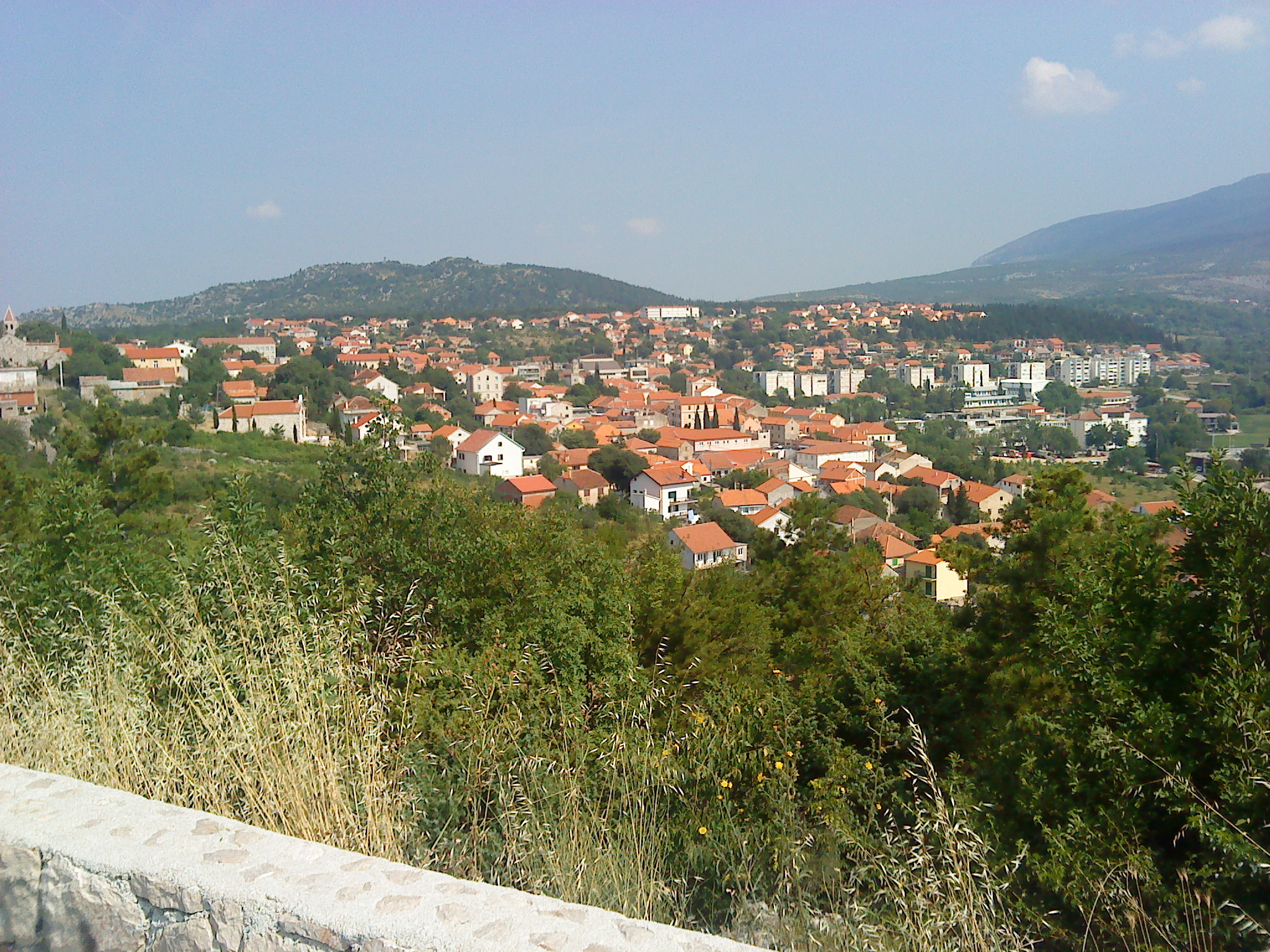
Drniš

Die Stadt Drniš wird erstmals am 8. März 1494 in einem Kaufvertrag unter dem Namen Sub Darnis erwähnt.
1522 kommt Drniš wie der Rest Norddalmatiens unter osmanische Herrschaft. Auf einigen Zeichnungen aus dem 18. Jahrhundert kann man fünf Moscheen erkennen. Heute sind davon nur noch zwei teilweise erhalten. Von der einen kann man noch Teile des Minarettes erkennen. Die andere Moschee ist in die Kirche des Hl. Antonius umgewandelt worden.
Während des Krieges von 1645 bis 1669 kommt es immer wieder zu Kämpfen zwischen der Republik Venedig und den Türken um die Stadt Drniš, so dass die Stadt ständig neue Herrscher hat. Schließlich wird Drnis von der Venezianischen Republik vernichtet und niedergebrannt. Im Jahre 1670 fällt die Stadt wieder in die Hände des Osmanischen Reiches, dieses Mal jedoch wird die Stadt 1683 von den Menschen in der Umgebung (Zagoranern) unter der Führung von Mate Nakić - Vojnović befreit. Mate Nakić - Vojnović erhält daraufhin den Titel Sirdar von der Republik Venedig.
1797 übernimmt die österreichisch-ungarische Monarchie die Macht in Drniš. Dies hält bis zum Jahre 1806, als diese Region aufgrund eines Friedensvertrages an Napoleons Frankreich fällt. Frankreich kann seine Stellung allerdings nur einige Jahre aufrechterhalten, so dass von 1813 bis 1918 wieder die k. u. k. Monarchie die Geschicke der Stadt lenkt.
Nach dem Ersten Weltkrieg ist Drniš einige Jahre von 1918 bis zum 5. April 1921 unter italienischer Okkupation und kann erst nach Friedensverhandlungen in das Königreich der Serben, Kroaten und Slowenen integriert werden.
Nachdem die Stadt zu Beginn des Kroatienkrieges von serbischen Truppen eingenommen und die überwiegend kroatische Bevölkerung vertrieben wurde, kontrollierte die Republik Serbische Krajina die Stadt. Im Rahmen der Operation Oluja wurde die Stadt zurückerobert und die serbischen Freischärler vertrieben.
Die meisten kroatischen Bewohner sind zwischenzeitlich zurückgekehrt und haben den Ort teilweise wiederaufgebaut.

## Schutzpatron
Schutzpatron der Stadt Drniš ist der Hl. Rochus (kroat. Sv. Roko), der auch auf dem Wappen abgebildet ist. Zum Schutzpatron ist er 1731 erkoren worden, als in Drniš und Umgebung die Pest ausgebrochen war. Ihm zu Ehren findet jedes Jahr am 16. August ein großes Fest statt (Rokovo).

## Struktur der Stadt

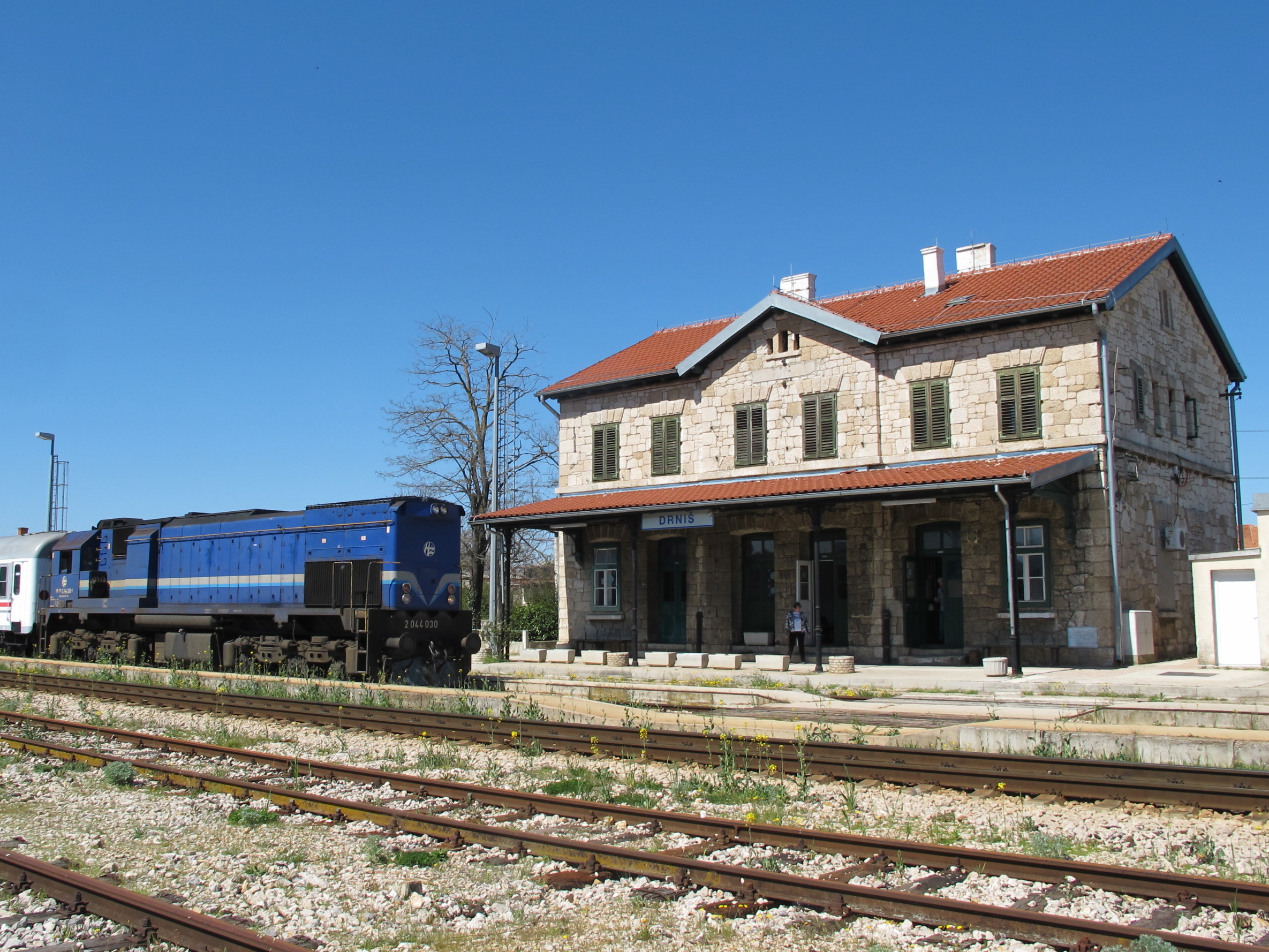
Bahnhof

Zur Stadt Drniš gehören die Ortschaften:
Badanj, Biočić, Bogatić, Brištane, Drinovci, Drniš (Zentrum), Kadina Glavica, Kanjane, Kaočine, Karalić, Ključ, Kričke, Lišnjak, Miočić, Nos Kalik, Pakovo Selo, Parčić, Pokrovnik, Radonić, Sedramić, Siverić, Širitovci, Štikovo, Tepljuh, Trbounje, Velušić und Žitnić.
Die Stadt Drniš (Zentrum) hat 3144 Einwohner. Mit den zugehörigen Dörfern kommt die Stadt (in der Verwaltungsebene) auf 7.498 Einwohner (Volkszählung 2011).
Mehr zum Thema Stadt und Stadt als Verwaltungsebene: Politische Gliederung Kroatiens

## Spezialitäten
Die Region um Drniš ist bekannt für einige kulinarische Spezialitäten.
Dazu gehören:
- Drniški Pršut (Drniški prosciutto)
- Wein
- Schafskäse

## Sehenswürdigkeiten

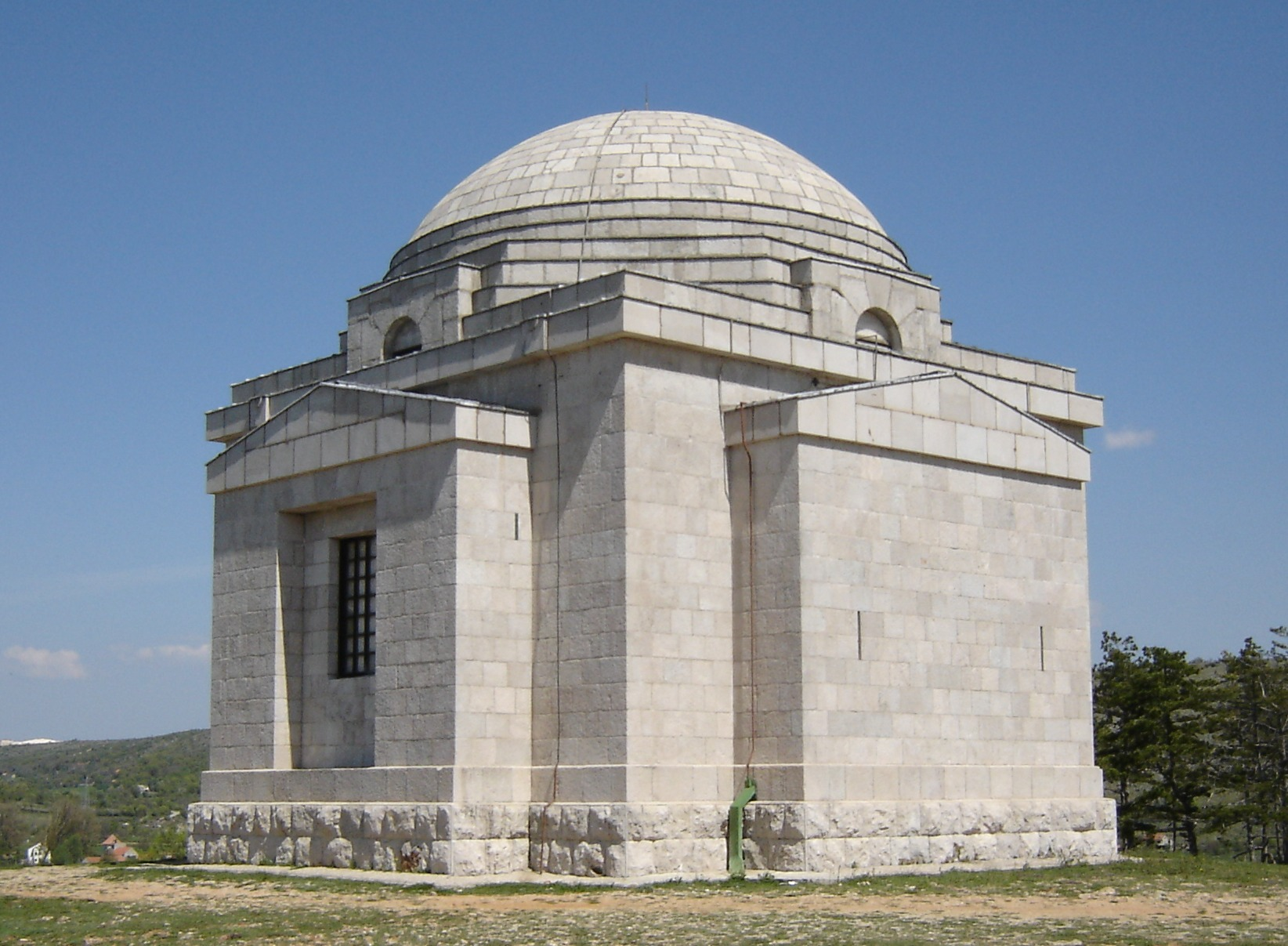
Mausoleum von Ivan Meštrović (Otavice bei Drniš, 2006)

In Drniš können Überreste einer Burg besichtigt werden.
In der Umgebung von Drniš kann Folgendes besichtigt werden:
- Nationalpark Krka
- Franziskanerkloster auf Visovac
- Mausoleum von Ivan Meštrović in Otavice
- Der Berg Promina
- Kloster Krka

## Persönlichkeiten

### Söhne und Töchter der Stadt
- Milka Planinc (1924–2010), Politikerin, Ministerpräsidentin (1982–1986)
- Dražen Budiša (* 1948), Politiker und Schriftsteller
- Stojko Vranković (* 1964), Basketballspieler

### Persönlichkeiten mit Bezug zur Stadt
- Ivan Meštrović (1883–1962), Künstler
- Krsto Odak (1888–1965), Komponist